# Viên Bối (đảo)
Đảo Viên Bối (tiếng Trung: 員貝嶼; bính âm: Yuánbèi Yǔ) là một đảo thuộc quần đảo Bành Hồ của Đài Loan, về mặt hành chính thuộc hương Bạch Sa, huyện Bành Hồ. Do hòn đảo trông giống như một con sò bao phủ mặt nước nên được đặt tên như vậy. Trong số đó, đá bazan dạng cột rất phát triển và biến hóa đa dạng, diện tích toàn đảo khoảng 0,271 km2 (27,1 ha).
Cư dân sống ở nơi khuất gió ở phía nam của hòn đảo, thu nhập chính từ đánh bắt cá và phụ là từ nông nghiệp. Theo số liệu thống kê tháng 2 năm 2021 của Cục Dân chính huyện Bành Hồ, số cư dân trên đảo là 294 người.
Đảo có một vùng trũng mở ra về phía tây, chia đảo thành hai phần, do bị bồi lắng nên phía nam của đảo tạo thành địa hình bán đảo nổi bật. Phía bắc đảo là địa hình bazan biển xói mòn.